# AC/A-Quotient
Der AC/A-Quotient ist ein Verhältniswert, der in der Augenheilkunde verwendet und mittels einer speziellen Formel berechnet wird. Man benötigt ihn, um mögliche Ursachen für besondere Schielerkrankungen zu ermitteln.

## Beschreibung
Der AC/A-Quotient findet Anwendung in der Schielheilkunde (Strabologie). Er ist eine Messgröße für das Verhältnis von akkommodativer Konvergenzbewegung zu aufgewendeter Akkommodation und gibt an, wie viel Prismendioptrien akkommodativer Konvergenz je Dioptrie erfolgter Akkommodation geleistet werden. Damit ist der AC/A-Quotient ein Indikator für einen pathologischen Zustand des Binokularsehens.
Er kann auf zwei unterschiedliche Arten und unter Verwendung einer optimalen Brillenkorrektur gemessen werden.

## Heterophoriemethode
Bei der Heterophoriemethode wird die Abweichung eines Auges unter Ausschaltung des beidäugigen Sehens (fusionsfreie Einstellung) bei Blick in die Ferne (5 m) und in die Nähe (0,33 m) gemessen. Der AC/A-Quotient wird nach folgender Formel berechnet:
{\displaystyle AC/A=PD+(FN-FF)/A}
wobei gilt: PD = Pupillendistanz in cm, FN = Nahabweichung in Prismendioptrien, FF = Fernabweichung in Prismendioptrien, A = Akkommodation (als Kehrwert der Prüfdistanz in der Nähe).

## Gradientenmethode
Bei der Gradientenmethode wird in einer gegebenen Entfernung die Abweichung eines Auges unter Ausschaltung des Binokularsehens gemessen. Nun werden in der gleichen Distanz Minusgläser vorgesetzt (Akkommodationsanforderung), bis die fixierten Sehzeichen (Optotypen) unscharf werden. Die Abweichung wird nun erneut gemessen und die Stärke der Minusgläser notiert. Die Berechnung des AC/A-Quotienten erfolgt dann nach der Formel:
{\displaystyle AC/A=(FL-F)/A}
wobei gilt: FL = Fehlstellung in Prismendioptrien mit Minusgläsern, F = Fehlstellung in Prismendioptrien ohne Minusgläser, A = Stärke der vorgehaltenen Minusgläser in Dioptrien.

## Bewertung
Heterophoriemethode und Gradientenmethode werden selten einen identischen AC/A-Quotienten liefern, wobei die Gradientenmethode zwar besser reproduzierbare, aber klinisch weniger relevante Daten führt. Der Normalwert liegt bei etwa 2–3° (4–6 Pdptr.) akkommodativer Konvergenz je Dioptrie geleisteter Akkommodation. Anomalien dieses Verhältnisses können latente oder manifeste Schielabweichungen vom Konvergenz- oder Divergenzexzesstyp, sowie vom Konvergenz- und Divergenzinsuffizienztyp auslösen. Ein erhöhter AC/A-Quotient kann mit normaler oder verminderter Akkommodation (Hypoakkommodation) einhergehen.